# Университет Пирея
Университе́т Пире́я (греч. Πανεπιστήμιο Πειραιώς) — университет города Пирей, Греция, который готовит специалистов в области экономики, бизнес-менеджмента и информационных технологий.
Университет Пирея первоначально был основан как Промышленная школа Пирея в 1938 году. В 1945 году последнюю переименовали в Высшую школу промышленных исследований. Своё современное название университет получил только в 1989 году.
Сейчас в составе университета исследовательский центр, который с момента своего основания в 1989 году участвовал в технологических исследованиях на национальном и международном уровне, особенно в отраслях, относящихся к компьютерной сети и интернет-технологиям.

## Структура
- Экономический факультет
- Факультет делового администрирования
- Факультет финансового менеджмента и банковского дела
- Факультет морских исследований
- Факультет промышленного менеджмента
- Факультет статистики и страхования
- Факультет информатики
- Факультет цифровых систем
- Факультет международных и европейских исследований